# Stenoterommata platensis
Stenoterommata platensis là một loài nhện trong họ Nemesiidae.
Stenoterommata platensis được miêu tả năm 1881 bởi Holmberg.